# Émile Cahen (helléniste)
Pour les articles homonymes, voir Émile Cahen et Cahen.
Émile Cahen, né le 26 mai 1874 à Paris 11e et mort en 1941, est un helléniste français spécialiste de Callimaque de Cyrène.

## Biographie
Frère cadet du pédagogue Albert Cahen et du mathématicien Eugène Cahen, il est à leur exemple élève à l'École normale supérieure de la rue d'Ulm (promotion 1892). 
Émile Cahen obtient l’agrégation de lettres en 1895 puis est membre de l’École française d'Athènes de 1896 à 1899, avant d'enseigner à la Faculté des lettres d'Aix-en-Provence comme maître de conférences puis comme professeur. Il consacre sa thèse de doctorat à Callimaque de Cyrène dont il traduit aussi les œuvres.
Il est nommé chevalier de la Légion d'honneur en 1938.

## Œuvres
- Callimaque et son œuvre poétique, Paris, de Boccard, 1929, 654 p.
- Les Hymnes de Callimaque : commentaire explicatif et critique, Paris, de Boccard, 1930, 282 p.
- " Les Bouches-du-Rhone " Encyclopédie départementale publiée par le Conseil Général avec le concours de la Ville de Marseille et de la Chambre de Commerce sous la direction de Paul Masson, Première partie : Des origines à 1789, Tome IV (1er volume), Archéologie par Émile Cahen, Robert Doré, Bruno Durand, à la Librairie ancienne Honoré Champion, Paris & Archives Départementales de Marseille, 1932

## Traductions
- Callimaque, Hymnes - Épigrammes : Fragments choisis, Les Belles Lettres, 1922